# Tituly a vyznamenání Miklóse Horthyho

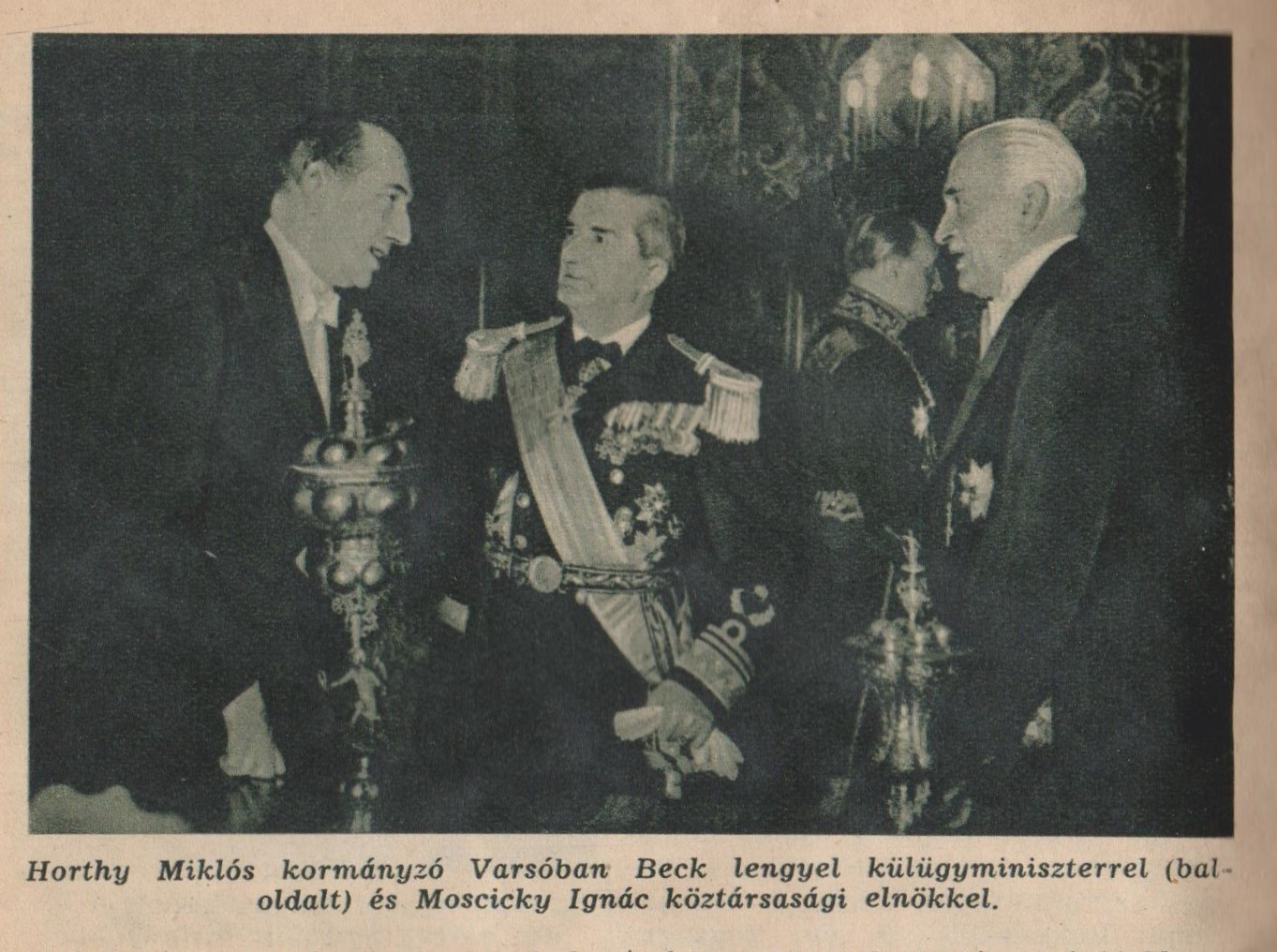
Miklós Horthy v uniformě s řadou vyznamenání

Miklós Horthy de Nagybánya, maďarský viceadmirál velící rakousko-uherskému válečnému loďstvu a regent Maďarského království, obdržel během svého života řadu národních i zahraničních řádů a medailí.

Erb Miklóse Horthyho jakožto rytíře Řádu Karla III.

## Tituly
- 1. března 1920 – 15. října 1944: Jeho jasná Výsost princ regent maďarský (plný titul zněl: Jeho jasná Výsost Miklós Horthy, maďarský regent)

## Vyznamenání

### Rakousko-uherská a maďarská vyznamenání
- velkokříž Vojenského řádu Marie Terezie – 1921[1]
- rytíř Vojenského řádu Marie Terezie – 1921
- velkokříž Královského uherského řádu svatého Štěpána – 1939
- záslužná hvězda Čestného vyznamenání maďarského červeného kříže – 1922
- Vojenský záslužný kříž II. třídy s válečnou dekorací – 1917
- rytíř Císařského rakouského řádu Leopoldova – 1915[2]
- Řád železné koruny III. třídy s válečnou dekorací
- Vojenský záslužný kříž I. třídy s válečnou dekorací a skříženými meči
- bronzová Vojenská záslužná medaile Signum Lauidis s válečnou stužkou a skříženými meči
- bronzová Vojenská záslužná medaile Signum Lauidis s červenou civilní stužkou
- Řád železné koruny III. třídy s válečnou dekorací a skříženými meči – 1915[3]
- maďarská bronzová Vojenská záslužná medaile Signum Lauidis
- maďarská bronzová Vojenská záslužná medaile Signum Lauids s válečnou stužkou
- Pamětní odznak Františka Josefa I. třídy
- Medaile za zranění za jedno zranění – 1918
- Karlův vojenský kříž – 1917
- Vojenský služební kříž I. třídy za 50 let nepřetržité služby – 1929
- Vojenský služební kříž II. třídy za 30 let nepřetržité služby – 1923
- Vojenský záslužný kříž III. třídy za 25 let nepřetržité služby – 1914
- Jubilejní medaile 1898
- Vojenský jubilejní kříž – 1908
- Pamětní kříž na mobilizaci 1912–1913
- Řád Vitéz – 1920

### Zahraniční vyznamenání
- Albánie
  -  velkokříž Řádu věrnosti – 1926
- Bavorské království
  -  Řád svatého Michaela II. třídy – 1913
- Belgie
  -  velkodůstojník Řádu koruny – 1910
  -  velkostuha Řádu Leopoldova – 1934
- Bulharsko
  -  velkokříž Královského řádu svatých Cyrila a Metoděje
  -  Pamětní medaile na válku 1915–1918 – 1934
- Černohorské království
  -  velkodůstojník Řádu knížete Danila I. – 1912
  - Jubilejní medaile 1908

- Dánsko
  -  rytíř Řádu slona – 16. února 1940
- Egyptské království
  -  řetěz Řádu Muhammada Alího – 1931
- Estonsko
  -  řetěz Řádu bílé hvězdy – 9. března 1939[4]
  -  Řád orlího kříže I. třídy – 31 .srpna 1931[5]
  -  Kříž svobody III. třídy, I. stupně – 29. dubna 1925[6]
  -  Řád estonského červeného kříže I. třídy – 1. června 1931[7]
- Finsko
  -  velkokříž Řádu bílé růže – 1931
  -  Pamětní medaile na zimní válku (Finsko 1939–1940)
- Chile
  -  velkokříž s řetězem Řádu za zásluhy
- Chorvatsko
  -  Velký řád krále Dmitara Zvonimira – 1944
- Italské království
  -  rytíř Řádu zvěstování – 1930
  -  velkodůstojník Řádu italské koruny – 1930
- Japonsko
  -  velkostuha Řádu chryzantémy – 1938
- Lotyšsko
  -  řetěz Řádu tří hvězd
- Německá říše
  -  Železný kříž I. třídy, vzor 1914 – 1916
  -  Železný kříž II. třídy, vzor 1914 – 1916
- Německá říše
  -  Záslužný řád Německého orla – 1942
  -  Rytířský kříž Železného kříže – 10. září 1941
  -  Kříž cti
- Nizozemsko
  -  velkokříž Řádu nizozemského lva
- Norsko
  -  velkokříž Řádu svatého Olafa
- Osmanská říše
  -  Řád Osmanie II. třídy
  -  Železný půlměsíc
  -  Medaile Imtiyaz
- Polsko
  -  rytíř Řádu bílé orlice – 1929[8]
- Prusko
  -  Řád koruny III. třídy – 1912
  -  Řád červené orlice II. třídy na mírové stužce – 1913
  -  Řád červené orlice II. třídy na válečné stužce s meči – 1917
- Rakousko
  -  Válečná pamětní medaile – 1933
- Řecko
  -  velkokříž Řádu Spasitele
- Srbské království
  -  velkokříž Řádu hvězdy Karadjordjevićů
- Španělsko
  -  velkokříž s řetězem Řádu Karla III. – 2. června 1942 – udělil Francisco Franco[9]
- Švédsko
  -  Řád Serafínů – 27. ledna 1940
- Thajsko
  -  velkokříž Řádu bílého slona
- Vatikán
  -  Řád zlaté ostruhy – 1936[10]
  -  Rytířský řád Božího hrobu jeruzalémského